# Condado de Güemes

Escudo de los primeros Condes de Güemes, a partir de Antonio de Güemes Pacheco Horcasitas Padilla, III Conde de Revillagigedo, a su vez I Conde de Güemes, durante la Casa de Güemes. Manto de Grandeza de España.

Escudo de la Casa de Fernández de Córdoba, a partir de María Manuela de la Paciencia Fernández de Córdoba y Güemes, III Condesa de Güemes.

El condado de Güemes es un título nobiliario español creado por el rey Fernando VI de España en 1742 a favor de Antonio de Güemes Pacheco Horcasitas Padilla (hermano de Juan Vicente de Güemes), embajador de España en Suecia y en la Isla de Cerdeña.
Su denominación hace referencia al apellido del primer titular. Es el título que tradicionalmente han ostentado los herederos del Condado de Revillagigedo en vida de su padre. Su lema familiar es el de los Güemes: "Una buena muerte honra toda la vida".

## Condes de Güemes
|                                    | Titular                                                     | Periodo                            |
| Creación por Fernando VI de España | Creación por Fernando VI de España                          | Creación por Fernando VI de España |
| ---------------------------------- | ----------------------------------------------------------- | ---------------------------------- |
| I                                  | Antonio María de Güemes y Pacheco de Padilla y Horcasitas   | 1742-1804                          |
| II                                 | Carlota Luisa de Güemes y Muñoz de Loaysa                   | 1792-1834                          |
| III                                | María Manuela de la Paciencia Fernández de Córdoba y Güemes | 1834-1871                          |
| IV                                 | Álvaro de Armada Fernández de Córdoba y Güemes              | 1843-1907                          |
| V                                  | Álvaro José Benito de Armada y de los Ríos-Enríquez         | 1886-1923                          |
| VI                                 | Álvaro María del Milagro Armada y Ulloa                     | 1912-1976                          |
| VII                                | Álvaro de Armada y Barcáiztegui                             | 1976-2014                          |
| VIII                               | Hilda Rita de Armanda y Falcó                               | 2016-actualidad                    |

## Historia de los condes de Güemes

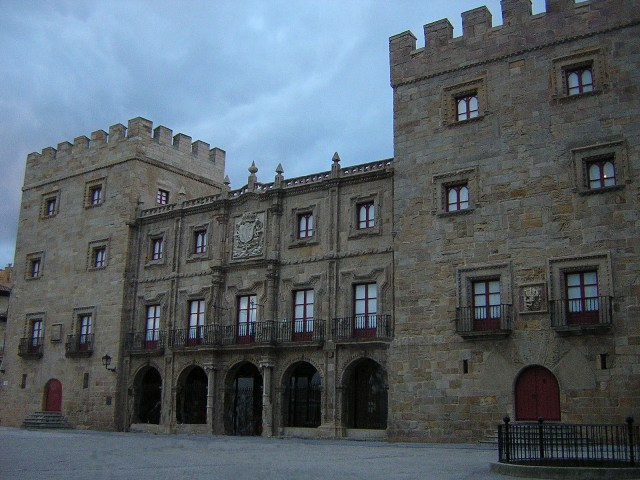
Palacio de Revillagigedo residencia de los marqueses de San Esteban de Natahoyo, de los condes de Revillagigedo y de los Condes de Güemes

- Antonio María de Güemes y Pacheco de Padilla y Horcasitas (m. 2 de abril de 1804), I conde de Güemes, III Conde de Revilla Gigedo,[1] creado grande de España de primera clase el 4 de octubre de 1802

Se casó el 10 de febrero de 1790 con Juana María Muñoz Jofré de Loaysa y Salcedo. Le sucedió, su hija:
- Carlota Luisa de Güemes y Muñoz de Loaysa (m. 3 de marzo de 1834, II condesa de Güemes, IV condesa de Revilla Gigedo,[1] grande de España, baronesa de Benilloba y baronesa de Ribarroja.

Contrajo matrimonio el 26 de julio de 1811 con José María Fernández de Córdoba y Cascajares (m. 18 de noviembre de 1833), V marqués de Canillejas, Gentilhombre de Cámara y embajador de España en Portugal. Le sucedió su hija:
- María Manuela de la Paciencia Fernández de Córdoba y Güemes (m. 18 de abril de 1871), III Condesa de Güemes,[1] VI marquesa de Canillejas, V condesa de Revilla Gigedo, grande de España, dama de la reina y de la Banda de María Luisa.

Se casó el 16 de julio de 1838 con Álvaro de Armada y Valdés, V marqués de San Esteban de Natahoyo, VI marqués de Santa Cruz de Rivadulla, XI conde de Canalejas, vizconde de San Julián, vizconde de la Peña de Francia, XVI Adelantado Mayor de la Florida, caballero de la Montesa y de Carlos III, Coronel de Infantería, varias veces Diputado y senador del Reino. Le sucedió su hijo:
- Álvaro de Armada Fernández de Córdoba y Güemes (1845-22 de septiembre de 1907), IV conde de Güemes,[1] VI marqués de San Esteban de Natahoyo,  y VI conde de Revilla Gigedo, grande de España y XVII Adelantado Mayor de la Florida.

Se casó el 20 de mayo de 1872 con María del Carmen Rafaela de los Ríos Enríquez y Miranda. Le sucedió su hijo:
- Álvaro José Benito de Armada y de los Ríos Enríquez (m. 1923), V conde de Güemes, VII conde de Revilla Gigedo, grande de España y XVIII adelantado mayor de la Florida.

Se casó con María de la Concepción de Ulloa y Fernández Durán. Le sucedió su hijo:
- Álvaro María del Milagro de Armada y Ulloa (Madrid, 22 de diciembre de 1920-ibid., 9 de enero de 2014),[2] VI conde de Güemes, VIII marqués de San Esteban de Natahoyo, VIII conde de Revilla Gigedo, grande de España, XIX Adelantado Mayor de la Florida y Coronel de Artillería.[3][2]

Se casó en Fuenterrabía el 1 de julio de 1959 con Carmen Barcáiztegui y Uhagón (m. Madrid, 25 de noviembre de 1923-Quinta Peña de Francia, 5 de agosto de 1918), hija de José Javier de Barcáiztegui, III marqués de Tabalosos, IV conde del Llobregat.
- Álvaro María del Milagro de Armada y Barcáiztegui (n. Madrid, 31 de octubre de 1953), VII conde de Güemes desde el 7 de diciembre de 1976, IX conde de Revilla Gigedo y XX Adelantado mayor de la Florida.

Casó con Hilda Pía Falcó y Medina, VIII condesa de Villanueva de las Hachas. Cedió el título a su hija:
- Hilda Rita de Armada y Falcó (n. 1982),  VIII condesa de Güemes.[5]